# 1694 Kaiser
1694 Kaiser је астероид главног астероидног појаса чија средња удаљеност од Сунца износи 2,395 астрономских јединица (АЈ).
Апсолутна магнитуда астероида је 11,46.